# Chanique Rabe
Chanique Rabe (Windhoek, 17 de marzo de 1997) es una modelo, diseñadora de moda y reina de belleza namibia que fue coronada Miss Supranacional 2021. Rabe fue coronada anteriormente Miss Teen Continents 2015 y Miss Supranational Namibia 2020, convirtiéndola en la primera representante de Namibia en ganar el título de Miss Supranational y el primer país africano en hacerlo.

## Biografía
Rabe nació y creció en Windhoek, Namibia. Ella es embajadora del orfanato Hope Village. A través de su propio proyecto benéfico llamado The Mending Project, enseña costura a niños. Tiene un certificado en maquillaje y fotografía. Rabe asistió a Windhoek Afrikaanse Privaatskool de 2003 a 2015. Su incursión en el mundo del boato comenzó cuando obtuvo el título de Miss Windhoek Afrikaanse Privaatskool a la edad de quince años. Después de ganar Miss Teen Namibia 2014, Rabe representó a Namibia en la misma escala de certamen internacional para adolescentes, Miss Teen Continents 2015 en Houston, Texas, Estados Unidos y ganó el título por primera vez para Namibia. También estaba ganando el Face of Queen Spark 2015 en Johannesburgo, Sudáfrica.

## Concursos de belleza

### Miss Teen Namibia 2014
Rabe comenzó en los concursos de belleza cuando compitió y ganó el título de Miss Teen Namibia 2014.

### Miss Teen Continentes 2015
Rabe representó a Namibia y fue coronada Miss Teen Continentes 2015.

### Miss Supranacional Namibia 2020
Rabe fue coronada Miss Supranational Namibia 2020  el 14 de noviembre de 2020 en Droombos, Windhoek, Namibia, superando a otras 12 candidatas. Al final del evento, sucedió a la saliente Miss Supranational Namibia 2019 y primera finalista de Miss Supranacional 2019, Yana Haenisch. 

### Miss Supranacional 2021
Rabe representó a Namibia en el certamen Miss Supranational 2021 el 21 de agosto de 2021 en el Anfiteatro del Parque Strzelecki en Nowy Sącz, Małopolska, Polonia. Fue coronada ganadora saliente Anntonia Porsild de Tailandia. Es la primera Miss Supranacional de Namibia. Chanique ha iniciado 'The Mending Project' para ayudar a las niñas en el desarrollo de habilidades para la vida. El proyecto enseña a jóvenes namibios a coser, que es una habilidad esencial para la vida. La última victoria de Namibia en un certamen importante fue Miss Universo 1992, cuando Michelle McLean ganó la corona. 
Durante su reinado como Miss Supranacional 2021, viajó a Polonia, Francia, Sudáfrica, Emiratos Árabes Unidos, Curazao, República Checa, Tailandia, España y su país de origen, Namibia.